# 다치키 히로시
다치키 히로시(일본어: 立木 洋, 1931년 3월 11일~2017년 6월 20일)은 일본의 정치인이다. 참의원 의원 및 일본공산당 중앙위원회 부의장, 당 부위원장을 역임했다.